# Claviceps purpurea
Claviceps purpurea (Fr.) Tul., 1853 è un ascomicete del genere Claviceps parassita delle graminacee.
Il suo nome comune è il termine francese ergot, che in italiano significa "sperone".
Detta specie, infatti, genera nelle piante infette degli sclerozi simili a speroni o spesso — come nel caso della segale — delle escrescenze a forma di corna, da cui anche il nome comune di segale cornuta per indicare il cereale affetto da ergotismo.
Claviceps purpurea è la specie più studiata e conosciuta per i suoi rilevanti effetti nella contaminazione di alimenti confezionati con cereali da essa attaccati.
Gli speroni della segale cornuta sono corpi fruttiferi del fungo stesso contenenti diversi alcaloidi velenosi o psicoattivi del gruppo delle ergotine (tra cui l'acido lisergico) che presentano vari tipi di effetti sui soggetti che li assumono.
Tali alcaloidi, essendo vasocostrittori, compromettono la circolazione; inoltre interagiscono con il sistema nervoso centrale, agendo in particolare sui recettori della serotonina.

## Ciclo vitale
La riproduzione del fungo ha luogo in primavera, quando dallo sclerozio spuntano dei corpi fruttiferi formati da un peduncolo e da una capocchia rossa (Claviceps purpurea).
Nella capocchia si trovano gli aschi che aprendosi liberano le ascospore.
Quando le spore raggiungono i fiori della segale (o di altri cereali) producono un micelio di ife che, penetrando in profondità, causa la degenerazione dell'ovario (Sphacelia segetum).
Le ife producono dei conidi e una secrezione dolciastra che prende il nome di melata.
Quest'ultima attrae gli insetti che fungono da vettori delle spore su altre spighe, spargendo la contaminazione.
Dopo aver infettato l'ovario, il fungo produce una grande quantità di ife che si compattano a formare lo sclerozio (Sclerotium clavus).
In autunno lo sclerozio cade sul terreno.
Trascorso l'inverno il fungo ricomincia il suo ciclo vitale la primavera seguente.

## Ergotismo
L'intossicazione da ergot, detta «ergotismo», era conosciuta nel medioevo con il nome di «fuoco di Sant'Antonio» (soprannome in seguito attribuito all'herpes zoster), «fuoco sacro» o «male degli ardenti».
Il fenomeno era noto già fin dal XVII secolo, tanto che nel 1676 gli scienziati francesi riuscirono a convincere le autorità a proibire l'uso della segale in luogo del frumento per preparare il pane.

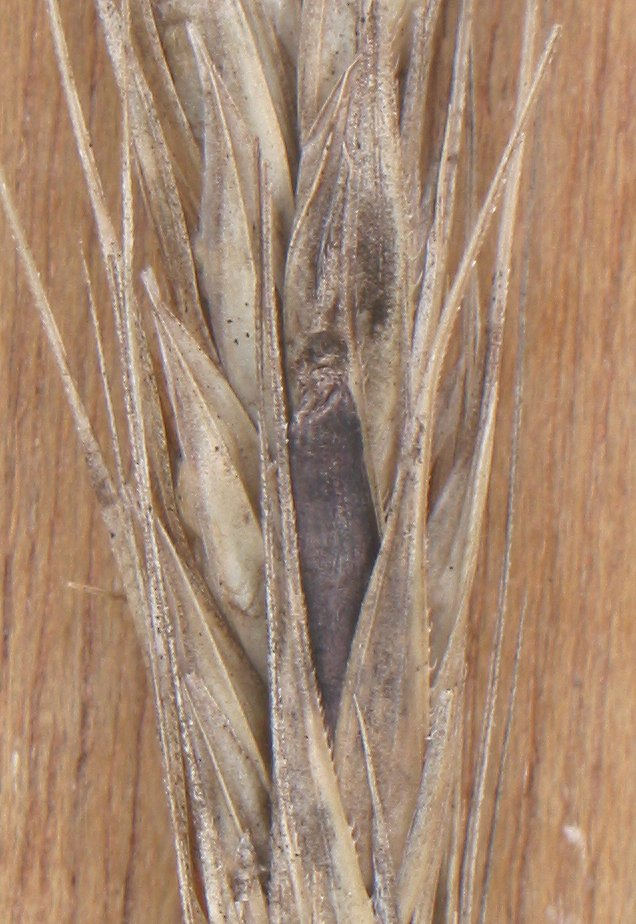
C. purpurea su spiga di segale

L'ergotismo era spesso fatale e aveva sempre effetti devastanti sulle comunità che ne erano colpite.
Esso poteva presentarsi in due forme: ergotismus convulsivus, caratterizzato da sintomi neuroconvulsivi di natura epilettica, oppure ergotismus gangraenosus, che provocava gangrena alle estremità fino alla loro mummificazione.
Gli alcaloidi della segale cornuta sono resistenti anche alle alte temperature dei forni di cottura del pane e ciò è ritenuto essere all'origine di molti fenomeni di allucinazione e superstizione tipici di realtà campestri in epoca preindustriale.
Pare infatti riconducibile a ergotismo l'ondata di fenomeni registrati a fine Seicento a Salem, nel Massachusetts, che diedero origine alla più grande caccia alle streghe sul suolo americano.
Parimenti attribuibili a effetti allucinatori da ergotismo sono, altresì, presunti eventi soprannaturali caratterizzati dall'accadere sempre in un contesto socioeconomico di estrema povertà e di scarsa alfabetizzazione, in cui il nutrimento più diffuso era il pane di segale verosimilmente infetto da ergotismo e in cui i fenomeni allucinatori erano pesantemente influenzati dalle esperienze pregresse.
Una possibile ipotesi circa il nome "Fuoco di Sant'Antonio" è che nel Nord Europa, dove il pane veniva fatto con la segale, spesso si contraeva questa malattia, dovuta al fungo che infettava la segale. I malati, recandosi in pellegrinaggio verso i santuari di sant'Antonio in Italia, man mano che scendevano verso Sud cambiavano alimentazione mangiando pane di grano, e ciò attenuava o eliminava i sintomi dell'intossicazione. Tale effetto veniva attribuito a un miracolo per opera di sant'Antonio.
Recenti ricerche hanno messo in discussione questa prima ipotesi: nelle regioni meridionali italiane i cereali più diffusi per il consumo domestico furono la segale (Secale cereale e prima del II millennio Secale strictum), l'orzo e altri cereali secondari, soprattutto in Basilicata, Calabria e nelle zone interne della Sicilia e della Puglia.
È da notare che se da un lato la segale era più di oggi coltivata anche in Italia, essa era, per il clima maggiormente asciutto e arido, molto meno affetta dalla claviceps e quindi in paesi caldi e asciutti tali eventi si verificavano più raramente.
Evitando le coltivazioni in luoghi inadatti attualmente si limitano infezioni massicce. 
Anche in passato, con una gestione non basata eccessivamente su fame e disperazione, le spighe di segale vistosamente infestate (l'infestazione è palese) erano estratte e bruciate; comunque una selezione manuale forse approssimativa, poteva facilmente indurre inquinamento minore dei cibi, e quindi a fenomeni di allucinazione diffusa, anche se evitavano gli effetti degenerativi più devastanti.
Il grano era destinato all'esportazione e alla tavola dei proprietari terrieri.
Documenti sanitari, veterinari e agricoli attestano la presenza dell'ergotismo tra le comunità rurali povere ed emarginate, numerose sono le tracce della malattia nel folklore e nella religiosità popolare.
L'ordine antoniano, deputato alla cura delle "epidemie", è presente con una notevole diffusione capillare in tutto il meridione italiano fin dal XIII secolo.
Nel 1853 Louis René Tulasne chiarisce il complesso ciclo riproduttivo del fungo e nel 1943 il chimico svizzero Albert Hofmann scopre gli importanti effetti psichedelici di alcuni alcaloidi contenuti nell'ergot, in particolare dell'acido lisergico e del composto di sintesi suo derivato, la dietilamide dell'acido lisergico (LSD).
Casi di ergotismo sono documentati a Milano nel 1795 e a Torino nel 1798.
In tempi più recenti, nel 1951, un verosimile fenomeno di ergotismo conosciuto come avvelenamento di massa di Pont-Saint-Esprit si verificò nella Francia meridionale e colpì circa 250 persone che ebbero sintomi vari da allucinazioni, visioni, aggressioni a vicini e sanitari e tentativi di suicidio.

### Prevenzione
La prevenzione dell'ergotismo consiste nell'uso di sementi di grano indenni da sclerozi o frammenti di sclerozi del fungo. Inoltre vi sono severi controlli prima della macinazione del grano, con l'eliminazione dei chicchi contaminati; queste misure ostacolano il verificarsi di casi di ergotismo a danno degli esseri umani. Non infrequenti invece le intossicazioni di animali, essendo i foraggi meno controllati.

## Uso in medicina
Nel 1818 la segale cornuta fu introdotta nella pratica ostetrica.
Gli studiosi hanno catalogato i cinquanta alcaloidi ivi presenti in tre gruppi fondamentali: il primo è quello dell'ergotamina, utilizzabile per la cura dell'emicrania; il secondo è quello ergotossina; il terzo è invece quello dell'ergometrina, che stimola la muscolatura uterina ed è indicata per regolare le contrazioni post-partum e nelle endometriti. 
Quello più efficace nell'indurre le contrazioni uterine (e attualmente utilizzato) risulta essere la metilergometrina , un derivato semisintetico .
Dall'ergot vengono estratti anche degli agonisti dopamminergici D2.

## Ergot e misticismo
Nel medioevo nacque un ordine religioso dedicato alle cure degli affetti da ergotismo, i canonici regolari di Sant'Antonio di Vienne, nel 1774 uniti all'ordine di Malta.
Alcuni studiosi ritengono che durante la celebrazione mistico-religiosa greca dei misteri eleusini i partecipanti ingerissero, sia all'interno di una bevanda detta kikeon, sia nel pane cucinato con grano contaminato dalla claviceps purpurea, l'ergot.